# HNK Dalmatinac Crno
HNK Dalmatinac je nogometni klub iz mjesta Crno u neposrednoj blizini grada Zadra. 

Klub je počeo s djelovanjem 1948. godine i natjecao se do 1966. Osnovali su ga: Frane i Nikola Vidaić, Josip Marnika, Romano i Paško Bradica, Arnold i Romano Vukša i drugi. Obnovljen je 1999. godine.
U sezoni 2021./22. se natječe u 1. ŽNL Zadarskaoj.